# Balș
Balș este un oraș în județul Olt, Oltenia, România, format din localitățile componente Balș (reședința), Corbeni și Româna, și din satul Teiș. Balșul are o suprafață de 3.700 hectare, iar populația totală este de 16.114 de locuitori.
Cartiere din Balș: Centrul Vechi(Leibu), Vârtina, Centru, Jiu, Monument, Turnuri, Catanga, Teiș, Româna, Corbeni, Vârtop.

## Istorie
„Numai când te ridicai pe spinarea de zimbru a Chiliei aveai ce vedea: Oltețul cu zăvoaiele după el, într-o parte, dealul Balșului, al Mâineștilor și al Racoviței, în alta; pădurea Șarului, potop negru, în fund, iar la mijloc Balșul. Ehei, Balșul! De pe urma lui ni se spunea și nouă „picior de oraș”, pentru că din Corbeni, pe lângă botul Chiliei și bălți, peste Germătălui, gata orașul, cale de-o jumătate de ceas, mers bărbătesc.
În afară de două biserici, mânăstire veche de când cu Ghica-vodă Scarlat, spital, gară, baltă cu bărci pe ea, prăvălii încărcate, farmacie, moară cu valț, cârciumi, restaurant, avea și lumină electrică, și monument cu Ecaterina Teodoroiu, și târg săptămânal, sâmbăta. Pe deasupra, toate drumurile țării începeau și sfârșeau în el, după cum o luai. Și nu-ți sleiesc minciuni: țăranii din treizeci de sate dimprejur, pe oriunde ocoleau și se împrăfoșau, tot în Balș o brodeau la târguieli. Va să zică pentru ei drumurile sfârșeau aici; pentru bălșeni începeau: strada Luncii răspundea în Bobicești și Morunglav, până la Știrbei; a Țigăniei, în Rusănești, la vale; a Regimentului, la Vârtina și Vulpeni; a Mânăstirii, prin Corbenii noștri, Oboga și Călui tot până la Știrbei; de acolo, în Vâlcea, departe; și încă vreo două în alte locuri.
Chiar șoseaua națională pornea din centrul Balșului și ducea, peste Olteț și Olt - la București; peste deal - la Craiova; de la Craiova încolo, treaba craiovenilor. Așa că bălșenii se puteau făli cu orașul lor, adevărat poarta Olteniei. O singură supărare le tulbura liniștea - cu calea ferată. Ea nu începea, nici nu sfârșea aici, măcar că toate trenurile opreau, chiar și rapidele.” (Teica, 1961 p. 57)
În regiunea în care se afla localitatea, respectiv Oltenia Sudică, au existat din timpuri foarte vechi așezări umane, care au folosit condițiile favorabile oferite de lunca râului Olteț.
Granița dintre câmpia mărginită de acest râu și podișul Getic, fâșia de câmpie mărginită de numeroase dealuri, ape precum Bălșița, Geamărtăluiul și Gengea, au făcut posibilă viața și așezările omenești.
Este cunoscut faptul că pe actualul teritoriu al Balșului a existat o așezare umană datată încă din primul secol al erei noastre, „Pe fosta moșie Racovita, în vecinătatea gării, s-au descoperit izolat monede din argint și bronz, datate din secolul I-IV era noastră. Tot aici s-a descoperit și un inel de aur cu trei pietre din secolul al II-lea era noastră.” (D.Tudor, Oltenia Romană), ca dovadă stau mărturie și monedele bizantine din secolul al XII-lea.
În ceea ce privește atestarea localității Balș au existat mai multe variante, unele hrisoave găsite, atestă faptul că localitatea a fost așezată pe lunca Oltețului înainte de anul 1450. Documentele scrise apar în secolele XV – XVI și ele menționează existența a 55 de așezări rurale pe teritoriul și în jurul Balșului. Domnitorul Țării Românești, Vlad Călugărul, frate vitreg a lui Vlad Țepeș, întocmește la Târgoviște un hrisov în care scrie că “venind cnezii Teodor și Ioan Balșul în țara noastră de peste Dunăre din pământul sârbescu și văzând că ei au fost așezați acolo și având obleduire peste mai multe țări dorind acești cnezi a dobândii pământ în țara noastră, noi am miluit aceasta stăpânire după cum ne ceruse acești cnezi pe lângă Oltețu”.
Tot acestă ipoteză o menționează și Petre Pandrea în lucrarea “Soarele melancoliei”, „Etimologia cuvântului Balș este binecunoscută. Numele vine de la slavul balșoi care înseamnă mare. Este vorba așadar, de un sat mare, de un târg. La rădăcină, localitatea Balș implică o anumită grandoare și ceva excepțional. Aici a fost din timpuri imemoriale un târg, la răscruce de drumuri, în care se făceau schimburi comerciale între bunuri și produse ale regiunilor de munte și de deal (țuică, vinuri, cherestea de brad, vase de lemn, butoaie, vedre, căuce), cu produsele cerealiere ale șesului.” (Pandrea, 2005 p. 84)
De altfel un hrisov din 1564 menționează existența Balșului ca așezare omenească întărind afirmațiile că pături de populație bogată de origine sârbă au pătruns în zona Balșului după căderea Smederevei, oraș cetate din apropiere de Belgrad.
Numele așezării Balș este dat deci de cnezii sârbi. Iorgu Iordan, arată că “satele își trag numele în majoritatea cazurilor de la stăpânul satului (cneazul de pe vremuri)”.
După o alta sursă numele ar proveni din limba turcă unde "Bal" înseamnă miere, fiind consemnat că în regiune erau foarte mulți apicultori.
Așezările orașului Balș de astăzi ce s-au putut certifica de-a lungul istoriei dovedesc faptul că localitatea s-a format ca târg. Aici exista curtea boierească a neamului Stan, ulterior Leibu Nicolaescu. (zonă care poartă numele și astazi)
O altă ipoteză în legătură cu toponimia orașului Balș este enunțată de către Andrei Pandrea în lucrarea “Petre Pandrea martor de veac”: „Târgul Balș se află în mijlocul Olteniei, la limita meridională a podișului getic, chiar între dealurile Chiliei și ale Surului, zise și ale Oltețului, după numele afluentului Oltului, care îl străbate. Așezat într-un ținut cu văi line umbrite de zăvoaie, adică pădurici pe malul apei, în lunca apătoasă și dealuri cu podgorii, nu departe de stejarii pădurii Șarului, are între vecini satele Româna și Oboga, vatră de olari vestiți și mânăstirea Căluiu, ctitoria fraților Buzești.(...)Simbioza româno-prototurcică și mongolă a lăsat urme în toponimie, precum Balș” (Pandrea, 2008 p. 12)
Într-un document din secolul al XVIII-lea, din timpul ocupației austriece, Balșul este menționat ca fiind un sat de “megieși” (țărani liberi, stăpâni de pământ), având 55 de familii mari.
Balșul a fost una dintre așezările omenești mari și importante din Țara Românească în perioada medievală.
Odată cu începutul secolului al XIX-lea, se remarcă o dezvoltare a Balșului, care până la acea dată era cel mai mare sat din Principatele Unite și una dintre cele mai mari așezări rurale având locul al doilea în Romanați și locul al treilea în Oltenia, locul al șaselea în Țara Românească și locul al 14-lea în Principatele Române, având 743 de gospodării.
Perioada cuprinsă între secolele XIX și XX se remarcă printr-o multitudine de evenimente ce au favorizat dezvoltarea acestei așezări. Astfel în 1845 după reparații majore, a fost dată în folosință șoseaua București – Craiova - Vârciorova, ce trecea prin Balș, precum și terminarea căii ferate Piatra Olt – Vârciorova, dată în folosință la 5 ianuarie 1875, împreună cu inaugurarea gării actualului oraș. La data de 9 mai 1875 a trecut prin Balș primul tren accelerat “Viena – București”, iar la 8 iunie 1883 trecea prin Balș celebrul tren “Orient Expres”, care transporta călători pe ruta Paris – Constantinopol (cu transbordări la Varna și Giurgiu).
Localitatea așezată în apropierea celor două mari târguri, Craiova și Slatina, devine un loc de popas, de schimburi de produse, în cele din urmă polarizând în jurul său toate așezările rurale situate pe valea Oltețului, începând de la Iancu Jianu și până dincolo de Dobrun. Astfel se explică de ce într-o perioadă relativ scurtă de timp apar în localitate edificii economice, comerciale, bancare și ateliere meșteșugărești.
Pe parcurs, Balșul se transformă într-un centru adminstrativ cu instituții administrativ-legislative în concordanță cu epoca respectivă, devenind plasă cu o judecătorie, o tipografie, mori, prese de ulei, fabrică de spirt, trei bănci și un atelier mecanizat ce a stat la baza înființării primei fabrici, ce va influență în mod substanțial mentalul colectiv și modul de viață al locuitorilor.
În localitate încep să se dezvolte activități economice ce polarizează localitățile din jur. Intensa dezvoltare economică a determinat accentuarea vieții culturale, apare societatea culturală “Renașterea”, apar școli, toate acestea contribuind la mișcarea culturală locală.
La 22 octombrie 1921, Balșul a fost declarat oraș reședință de plasă. Începe modernizarea orașului, se refac și se pavează străzi, este construită o uzină electrică și de asemenea sunt construite în aceeași perioadă casa de cultură, cinematograful și dispensarul veterinar, ceea ce indică un nivel de trai mai ridicat pentru populație.
În perioada comunistă, se dezvoltă activitățile industrial preexistente, apar întreprinderi de o mare valoare economică, ca I.O.B. Balș, apoi IMAIA Balș și JIUL Balș, precum și mai multe instituții cooperatiste. Întreprinderea I.O.B. Balș este una din marile investiții realizare în timpul regimului comunist din România. A fost proiectată și construită în perioada 1965-1970 și a fost cunoscută pe plan mondial până în 1989 sub denumirea de Întreprinderea de Osii și Boghiuri Balș.
Pe tot parcursul evoluției sale în comunism, localitatea cunoaște transformări importante în toate domeniile, devine astfel un oraș cu o mare pondere în economia județului Olt, realizând la un moment dat aproape o cincime din întreaga economie a acestuia.
Zonele rezidențiale cunosc de asemenea o evoluție prin construcția a peste 5.000 de apartamente. Apar așezăminte social-culturale, se modernizează și extinde infrastructura sanitară, se construiesc hoteluri și locuri de recreere pentru locuitori și se diversifică spațiile comerciale. În pădurea Saru de lângă Balș se construiește baza de agrement Saru, pentru a sprijinii necesitățile orașului în acest domeniu.
Localitatea funcționează ca “centru de atracție zonal, caracterizat printr-o dezvoltare accentuată în ultimele decenii, influența în teritoriu extinzându-se dincolo de aria administrativ-economică. Este cazul unor orașe (...) agricole cu tendință de industrializare, Balș, Deta și ș.a.” (Cucu, V., 1974, p 256)
Balșul a polarizat și polarizează aproximativ 13 comune cu satele aparținătoare, fiind amplasat central zonei economice și comerciale, de pe acest sector al văii Oltețului. (Caliciu, 2011)
Perioada după 1989 a însemnat pentru orașul Balș un declin economic, datorat privatizărilor marilor unități industriale. Astfel a crescut șomajul în zonă, iar forța de muncă a migrat spre Craiova, respectiv Slatina.
Cele trei mari unități industriale, I.O.B. Balș, IMAIA Balș și JIUL Balș, au fost privatizate, acestea schimbându-și structura capitalului într-unul majoritar privat și de asemenea le-au fost schimbate și denumirile.
Astfel I.O.B. Balș devine S.M.R. S.A., IMAIA Balș își schimbă numele în INSTIRIG S.A., iar JIUL Balș în TERMEX S.A.
În perioada actuală, orașul Balș, cunoaște o dezvoltare, atât pe plan economic, cât și pe plan socio-cultural. Unităților industriale le-au fost modificate funcțiile inițiale, s-au deschis noi activități economice, de exemplu fostul amplasament al IMAIA Balș, actualmente se produce polistiren expandat, există o fabrică de textile și una de instalații agricole.
Iar în plan socio-cultural, apar ziare locale și societăți cultural, iar în mediul virtual, apar de 2 site-uri www.balsnews.com și www.bals-online.ro.

## Geografie

### Poziție și localizare geografică
Situat în sud-vestul României, la intersecția paralalei de 44° 21’ latitudine nordică cu meridianul de 24° 5’ longitudine estică, în regiunea istorică Oltenia, orașul Balș face parte, din punct de vedere administrativ din județul Olt. Este amplasat în partea de vest a acestuia, la distanță egală de municipiile Craiova și Slatina.
Orașul Balș este amplasat la contactul Podișului Getic cu Câmpia Caracalului (Romanaților), se desfășoară de-a lungul malurilor cursului mijlociu al Oltețului, curs ce divide localitatea în două părți, unite prin două poduri.
Ca limite administrative, localitatea se învecinează la nord cu localitatea Oboga, la est comuna Bobocești, la sud și sud-est, comunele Bârza și Voineasa, la vest județul Dolj, iar în nord-vest comuna Baldovinești.

### Substratul geologic
Din punct de vedere tectonic zona orașului Balș aparține arealului de vorland având în partea sudică, ca fundament Platforma Moesică – Prebalcanică. Peste acest fundament eterogen și destul de complex se află o cuvertură sedimentară cu litologie și grosimi variate. Peste partea sedimentară, partea superioară a acestei cuverturi de natură moesică, care corespunde neogenului și cuaternarului, se îngroașă în zona de contact orogen și prezintă o serie de structuri petrolifere dispuse paralel cu, cutele subcarpatice, situate în depozite neogene. (Oncescu,1965)
Întâlnim patru zone geologice, o zonă de pietrișuri și nisipuri, ce se extinde de-a lungul râului Olteț si a pârâurilor tributare acestuia. Un depozit de loessoide și lehmuri, localizat în sud-vestul arealului studiat. Un depozit loessoidal ce aparține terasei inferioare, localizat în sud-estul orașului. Și o zonă de marne, argile și nisipuri diatomite, în partea vestică a suprafeței studiate.

### Relieful
Relieful orașului Balș este de mică altitudine, 132 m, orașul aflându-se la intersecția celor două mari unități de relief, Podișul Getic în partea de nord, care ocupă două treimi din suprafață, fiind reprezentat prin Podișul Tesluiului în partea de nord-vest , iar în nord-est prin Podișul Beicai și Câmpia Română în sud, mai exact Câmpia Caracalului, iar valea Oltețului, orientată nord-sud, reprezintă o adevărată axă a teritoriului orașului.
Din punct de vedere geomorfologic, orașul Balș aparține celor două mari unități sus amintite, iar în cadrul acestora, care vin în contact fără denivelări accentuate se găsește o gamă bogată de forme de relief, grupate în două categorii mai importante: mezorelief, reprezentat prin sistemul de văi și interfluvii și microrelief – care se întâlnește peste tot în cuprinsul primei categorii, reprezentat prin crovuri, microrelieful versanților cu surpări de teren, torenți, ogașe, bazine de recepție de tipul hârtoapelor, acumulări de tipul conurilor de dejecție (Posea,1982).

### Caracteristici climatice
Regimul climatic ce caracterizează orașul se încadrează în sectorul de climă temperat-continentală cu slabe influențe mediteraneene având ca specific un regim termic moderat, umezeală relativ mare cu precipitații atmosferice bogate.
Temperaturile aerului înregistrează o valoare medie anuală de 10,6 °C. Cea mai mică temperatură a fost înregistrată în anul 1985 în luna ianuarie și a fost de -24 °C, iar cea mai călduroasă vară a fost iulie 2000 cu 41 °C, ceea ce indică ierni aspre și veri călduroase.
Precipitațiile se prezintă în jurul valorii de 46,3 l/m² lunar, iar minima a fost înregistrată în octombrie 2001 fiind de 0,2 l/m² și maxima a fost înregistrată în august 2002 fiind de 104,1 l/m². Valoarea medie anuală înregistrată este cuprinsă între 500 și 600 mm/an. Vântul bate din direcția est cu viteza medie de 4,0 m/sec și din nord-est cu viteza medie de 4,3 m/sec. Au fost înregistrate valori maxime în noiembrie 1979 de 40 m/sec. Frecvența vânturilor este de 4,5-5%.

### Hidrografie
Hidrografia este reprezentată de ape curgătoare și lacuri. Hidrografia zonei orașului Balș este relativ săracă, evidențiindu-se ca principal curs de apă râul Olteț cu o direcție de curgere N-V spre S.
Este al treilea râu al județului ca mărime și traversează județul Olt numai prin porțiunea sa inferioară și de vărsare în râul Olt. ”Direcția Oltețului este până la Balș nord-sud, de aici ea se schimbă în NV-SE” (Coteț, 1957, p147), astfel Oltețul își schimbă direcția de curgere din zona orașului Balș, unde primește un afluent important, Geamărtăul.
Râul Olteț traversează Câmpia Olteniei pe o distanță de 40 de kilometri, lățimea albiei sale variază între 75 și 100 de metri, patul albiei fiind constituit din nisip fin, instabil, ce atinge în unele zone grosimea de 8 metri (Morariu și colab., 1970)
În ceea ce privește suprafețele lacustre, întâlnim un număr restrâns de lacuri, toate fiind de origine fluviatilă. Astfel sunt două lacuri pe malul stâng al Oltețului, aflate în plin proces de colmatare, unul în partea centrală a orașului, iar celălalt mai spre nord-est, spre limita cu comuna Bobicești.
Al treilea lac de pe teritoriul orașului Balș este lacul Balta Gării, de aceeași origine ca și celelalte două, fluviatilă, este amplasat în zona central-sudică a orașului, limitrof gării CFR a orașului. Și aici este prezent fenomenul de colmatare, se observă faptul că din suprafața sa a mai rămas doar un sfert.
Ion Rogoz menționa în lucrarea sa, Ecologia faunei acvatice din Câmpia Olteniei “La sud de orașul Balș, peo suprafață de circa 6 ha, se află o baltă format dintr-un meandru părăsit, care, datorită depunerilor aluvionare și intervențiilor omului, n-a mai comunicat cu râul nici la ape mari.” (Rogoz, 1979, p. 96)
Același autor a realizat o serie de măsurători și a caracterizat lacul din punct de vedere al vegetației, ca una submersă bazată atât pe plante submerse cât și pe tije submerse de stuf, pe acestea fiind dezvoltat un strat de biodermă, iar alimentarea lacului fiind freatică și pluviometrică.

## Demografie
Componența etnică a orașului Balș
     Români (81,73%)
     Romi (6,32%)
     Alte etnii (0,06%)
     Necunoscută (11,9%)
Componența confesională a orașului Balș
     Ortodocși (86,38%)
     Alte religii (1,04%)
     Necunoscută (12,59%)
Conform recensământului efectuat în 2021, populația orașului Balș se ridică la 16.114 locuitori, în scădere față de recensământul anterior din 2011, când fuseseră înregistrați 18.164 de locuitori. Majoritatea locuitorilor sunt români (81,73%), cu o minoritate de romi (6,32%), iar pentru 11,9% nu se cunoaște apartenența etnică. Din punct de vedere confesional, majoritatea locuitorilor sunt ortodocși (86,38%), iar pentru 12,59% nu se cunoaște apartenența confesională.
|  | Graficele sunt indisponibile din cauza unor probleme tehnice. Mai multe informații se găsesc la Phabricator și la wiki-ul MediaWiki. |

Date: Recensăminte sau birourile de statistică - grafică realizată de Wikipedia

## Politică și administrație
Orașul Balș este administrat de un primar și un consiliu local compus din 17 consilieri. Primarul, Cătălin-Ștefan Rotea[*], de la Partidul Social Democrat, este în funcție din octombrie 2020. Începând cu alegerile locale din 2024, consiliul local are următoarea componență pe partide politice:
|  | Partid                          | Consilieri | Componența Consiliului | Componența Consiliului | Componența Consiliului | Componența Consiliului | Componența Consiliului | Componența Consiliului | Componența Consiliului | Componența Consiliului | Componența Consiliului | Componența Consiliului |
|  | ------------------------------- | ---------- | ---------------------- | ---------------------- | ---------------------- | ---------------------- | ---------------------- | ---------------------- | ---------------------- | ---------------------- | ---------------------- | ---------------------- |
|  | Partidul Social Democrat        | 10         |                        |                        |                        |                        |                        |                        |                        |                        |                        |                        |
|  | Partidul Național Liberal       | 5          |                        |                        |                        |                        |                        |                        |                        |                        |                        |                        |
|  | Alianța pentru Unirea Românilor | 2          |                        |                        |                        |                        |                        |                        |                        |                        |                        |                        |

## Turism; atracții
Orașul Balș beneficiează de un amplasament ce facilitează activitățile turistice. Chiar dacă localitatea nu deține un număr mare de obiective turistice, această activitate este bine conturată și dezvoltată.

### Mănăstirea Măinești
În partea de sud-vest, la poalele dealului Măinești, este amplasată mânăstirea cu același nume. Petre Pandrea, în ziarul Oltul (an I, nr. 101, 16 iunie 1968), în articolul "Monumente istorice de pe valea Oltețului", evocă și biserica schitului cu haiducii lui Iancu Jianu, care s-au retras aici și s-au călugărit după ce căpitanul s-a lăsat de haiducie, în anul 1818. Acest fapt este confirmat și de folclorul local, schitul fiind cunoscut ca Schitul Haiducilor.
Biserica mânăstirii se caracterizează printr-o construcție de cărămidă cu ziduri groase de 70 cm în formă de navă. Este compartimentată în altar, naos și pronaos. Catapeteasma este din zid. Naosul este delimitat de pronaos printr-un zid de cărămidă care are pe mijloc o deschidere cât o ușă și două deschideri laterale mici.
Pictura a fost realizată între anii 1810-1812 într-o tehnică combinată de frescă și tempera, ilustrând tehnica ortodoxă. La portretele ctitorilor, ca și la celelalte portrete din interior, se observă că, în costumele de epocă, apar elemente specifice portului popular românesc. Paleta zugravilor s-a rezumat la câteva nuanțe de roșu, albastru, gri, puțin verde și galben. Predomină încadraturile și brâiele cu linii negre și roșu închis.

### Baza de agrement Saru
Serviciile de recreere sunt acoperite de către baza de agrement Saru, situată în afara orașului, în comuna Bobicești. Aceasta dispune de o terasă, de un restaurant și de 60 de locuri de cazare la nivelul de 3 margarete.

### Hotel Central Balș
În perioada comunistă a fost construit în centrul orașului Hotel Central Balș, care în prezent se află într-o stare de degradare și deteriorare a condițiilor de cazare.

### Sport; tenis
După anii 1990, în cadrul orașului Balș s-au dezvoltat activitățile sportive, mai ales tenisul de câmp, la inițiativa unor antreprenori locali, care au investit în acest sport. Concomitent cu acestea a fost construit, în cadrul clubului sportiv CS Prodchim, un hotel, Hotel Balș, ce dispune de un număr de 10 camere, un restaurant cu 30 de locuri și 6 terenuri de tenis.
Activitățile sportive asigură ocuparea locurilor de cazare, în perioada desfășurării turneelor de tenis, cel mai cunoscut fiind Turneul Internațional de Tenis „Instirig Cup”

### Folclor
O altă atracție turistică este reprezentată de către festivalul etnofolcloric Pomul Vieții, ce are loc anual în luna iunie. Acesta are ca scop prezervarea tradițiilor și obiceiurilor din Câmpia Romanaților. De asemenea tot în cadrul acestui festival se organizează concursuri de dans popular, de ceramică și se organizează Parada portului popular românesc.

### Podurile de peste Olteț
Podul rutier metalic de 120 m de de peste râul Olteț care trece prin centrul localității a fost construit în anul 1897 de firma franceză Daydé & Pillé⁠(fr)[traduceți] în atelierele sale din Creil. Podul, numit acum "podul vechi de fier" și ieșit din garanție dupa 100 de ani, este folosit astăzi doar în scop pietonal, sub numele de "Podul de Flori" după reamenajarea sa din jurul anului 2013.
"Podul de fier", un pod metalic feroviar de peste Olteț aflat la cca. 1 km la vest de gară și cca. 1 km în aval de podul rutier din centru, a fost conceput de inginerul francez Jules Goüin⁠(fr)[traduceți], ca parte din linia de cale ferată Pitești - Craiova inaugurată în ianuarie 1875.

## Cultura
Viața culturală este sprijinită de două case de cultură, de un cinematograf, care momentan este în renovare, de o bibliotecă orășenească și de asemenea de o Casă a Tineretului.
Muzeul orașului Balș deține obiecte de ceramică, acestea provenind de la familia Ciungulescu din comuna Oboga, comună situată la nord de cartierul Româna.
În Casa Tineretului din Balș activează încă din 1982 trupa de rock Karma, înființată sun denumirea de Asterix, aceasta este singura trupă de muzică din localitate.
Casa de cultură este locație pentru ansamblul folcloric Pomul Vieții, din care fac parte eleve ale instituțiilor de învățământ din localitate.
Ansamblul are ca specific portul popular al Romanaților.
În trecut pe teritoriul actualului cartier Româna existau ateliere de ceramică, dar datorită lipsei de interes a noilor generații pentru aceste meserii, acestea au dispărut.
Anual, în luna iunie are loc festivalul etnofolcloric Pomul Vieții, iar toamna, este organizat Festivalul Toamnei.

## Personalități născute aici
- Nicolae S. Petrulian (1902 - 1983), geolog, membru titular al Academiei Române;
- Petre Pandrea (1904 - 1968), avocat, scriitor;
- Marin Diaconescu (1943 - 2020), om politic;
- Virgil Popescu (n. 1947), om politic;
- Tudor Pendiuc (n. 1954), om politic; fost primar al Piteștiului;
- Cătălin Lucian Matei (n. 1972), om politic;
- Petrișor Militaru (n. 1981), scriitor;
- Daniel Stana (n. 1982), fotbalist;
- Mihaela Briscan (n. 1985), handbalistă;
- Eugen Căpățână (n. 1986), jucător de rugby care a participat la Cupa Mondială din 2015;
- Cerasela Pătrașcu (n. 1992), gimnastă;
- Claudia Constantinescu (n. 1994), handbalistă.